# Богдан Црнобрња
Богдан Црнобрња — Тоља (Перна, код Топуског, 16. децембар 1916 — Београд, 1998) био је учесник Народноослободилачке борбе, друштвено-политички радник и амбасадор СФР Југославије.

## Биографија
Црнобрња је рођен у српској породици, од оца Михајла и мајке Саве. Завршио је Учитељску школу у Пакрацу, а потом се уписао на Филозофски факултет Загребачког универзитета. Војни рок одслужио је у Школи резервних официра у Горажду. До рата је радио као учитељ у српским селима у западној Славонији. Као двадесетогодишњак укључио се у антифашистички покрет, од 1938. учествовао је у револуционарном напредном студентском покрету и 1941. постаје члан Комунистичке партије Југославије (КПЈ).
У време Априлског рата и окупације Краљевине Југославије, учествовао је у борбама 75. пешадијског пука Југословенске војске близу границе са Мађарском.

### Народноослободилачка борба
Након капитулације, Црнобрња се вратио у своје место и укључио у припреме за оружани устанак. Најпре је био секретар Општинског комитета Комунистичке партије Хрватске за Драговић, а након тога члан и секретар Котарског комитета КПХ за Пакрац, као и члан Окружног комитета КПХ за Нову Градишку.
Након што су му 1941. у логору Стара Градишка убијени отац и мајка, Црнобрња одлази у партизане. У Народноослободилачкој борби је до 1945. године на подручју Славоније. Био је политички комесар Првог славонског партизанског одреда, командант Дванаесте славонске пролетерске бригаде, потом командант Треће оперативне зоне Главног штаба НОВ и ПО Хрватске. Са ове позиције, септембра 1942. командовао је здруженим славонско-крајишким јединицама које су извршиле успешан напад на нафтна постројења у Гојлу, што спада у једну од најзначајнијих партизанских диверзија. Напослетку, налазио се на месту заменика команданта Шестог ударног корпуса НОВЈ.
Године 1942. постављен је за члана руководства првог Народноослободилачког одбора за Славонију. У току рата је три пута рањен.

### Послератни период
После рата и ослобођења Југославије, демобилисан је у чину пуковника Југословенске армије (ЈА), преведен у резерву и посветио се друштвено-политичком раду. Годину дана се налазио на месту директора Завода за ванредне набавке (1945—1946), а потом и помоћник министра спољне трговине ФНРЈ Милентија Поповића, од 1946. до 1951. године. На том месту је имао велики утицај на располагање савезним девизним резервама, а био је учесник и привредних преговора између ФНРЈ и Совјетског Савеза, 1947. године, као и човек који је успоставио привредну сарадњу између ФНРЈ и Финске.
Године 1951. прелази на место помоћника министра иностраних послова ФНРЈ Едварда Кардеља, и реализује стварање мреже дипломатско-привредних представништава и обавештајних центара Југославије. Од 1954. године почиње дипломатску службу као амбасадор у Индији.  Као амбасадор у Индији, задужен још за Цејлон и Авганистан, Црнобрња је радио на припремању терена за прву званичну посету Јосипа Броза Тита Њу Делхију, али и за узвратну посету Џавахарлала Нехруа ФНРЈ, 1955. године, када је присуствовао историјском споразуму Тито–Нехру, којим су створени услови за стварање Покрета несврстаних.
Од 1958. до 1961. године се налазио на функцији државног подсекретара у Савезном секретаријату за иностране послове ФНРЈ, и као такав учествује као члан југословенске делегације на заседању Генералне скупштине Уједињених нација у Њујорку, 1958. Учешће у стварању идејног оквира за економску сарадњу између неразвијених и несврстаних земаља довели су до тога да га Коча Поповић предложи за генералног секретара председника ФНРЈ Јосипа Броза Тита. На том месту, Црнобрња се налазио до 1967. године. За шест година, Црнобрња је учествовао у свим путовањима председника Тита у иностранство и био члан свих важнијих југословенских делегација. Међутим, у периоду након смене Александра Ранковића са свих државних и политичких функција на Четвртом пленуму ЦК СКЈ, јула 1966. године, Црнобрња се нашао у неповољном положају због новонасталог сукоба са Јованком Броз, након чега Црнобрња напушта функцију Титовог генералног секретара и враћа се у дипломатску службу као амбасадор СФР Југославије у Сједињеним Америчким Државама. Значајне резултате постигао је у погледу привредне сарадње две земље. Са тог места је смењен 1971. године, на шта су Американци одговорили повлачењем свог амбасадора из Београда, Вилијама Ленхарта.
Године 1972. након повратка из Вашингтона, Црнобрња је постао генерални директор здруженог предузећа „ИМО”, насталог уједињењем фабрике „Ђуро Ђаковић” из Славонског Брода и фабрике „Гоша” из Смедеревске Паланке.
Изабран је за народног посланика Народне скупштине ФНРЈ I и II сазива, а у VI, VII и VIII сазиву био је посланик-делегат Скупштине СФРЈ, као и делегат у Сабору СР Хрватске. Од 1974. до 1978. године био је председник Одбора Већа република и покрајина за друштвени план и развојну политику Скупштине СФРЈ, да би до 1982. године обављао дужност председника Одбора Већа Република и покрајина за економске односе са иностранством Скупштине СФРЈ,. У међународним оквирима, био је председник Комитета за нацрте резолуција Интерпарламентарне уније од 1978, док је 1979. изабран за председника Комитета свих Организације уједињених нација.
За члана Централног комитета Савеза комуниста Југославије биран је на Осмом конгресу СКЈ, 1964. године. Био је члан Главног одбора Социјалистичког савеза радног народа Југославије (ССРНЈ), члан Савезног савета за међународне односе и члан Савета федерације.
Објавио је већи број текстова и чланака политичке и економске тематике у домаћим и иностраним часописима.
У браку са супругом Ангелином—Анђом, рођеном Грабрић (1921—2013), имао је два сина — Михаила (* 1946), професора и Станка (* 1953), режисера, продуцента и сценаристу.
Умро је 1998. године, у 82. години живота, у Београду. Након његове смрти, син и редитељ Станко Црнобрња објављује дневник свога оца под називом „Неочекивана промјена”, где је описана организација Прве конференције Покрета несврстаних, 1961. године у Београду.

## Други о Богдану Црнобрњи
У сећањима Блажа Мандића, у књизи „Тито неиспричано”, постоји једно поглавље о Богдану Црнобрњи. О њему говори следеће:
| „ | У рату је био храбар. Наводно после једног од три рањавања, стоички је издржао тешку операцију без анестезије. Од једног саборца из његове тадашње близине чуо сам да је чак све вријеме нешто тихо пјевушио. Та чудесна издржљивост била је потврда његове физичке и менталне чврстине. | ” |

О приватном животу говорио је следеће:
| „ | Знао је да се опусти и провесели, да на каквој приредби, у присуству предсједника, заигра и неки модеран плес. | ” |

О односима са Александром Ранковићем и Јованком Броз помиње:
| „ | После Брионске сједнице 1966. Црнобрња се вратио у дипломатску службу. Једни су говорили да је то било због блискости са Ранковићем, други, због неких неслагања са Јованком Броз. Могућно да је било и једног и другог. Ово друго, ако и није било једино преовлађујуће, несумњиво јесте. Поткрепљујем то и конкретним податком. Пред Титову посјету (1971) Сједињеним Америчким Државама у којима је тада Богдан Црнобрња био наш амбасадор, Јованка је затражила, а вјероватно и условила свој одлазак његовим повратком. И Црнобрња је тако напустио Вашингтон прије истека уобичајеног рока. Очигледно, због мира у кући прављени су јој превелики, недопустиви уступци. | ” |

## Одликовања
Носилац је Партизанске споменице 1941. и више југословенских одликовања, међу којима су:
- Орден народног ослобођења,
- Орден југословенске заставе са лентом,
- Орден Републике са златним венцем,
- Орден братства и јединства са златним венцем,
- Орден рада са црвеном заставом,
- Орден партизанске звезде са сребрним венцем,
- Орден за храброст.[8]

Од иностраних одликовања, истичу се два НР Пољске, по једно Чехословачке и НР Бугарске и низ других одликовања.